# Lasowice (powiat legnicki)
Lasowice (niem. Gross Läswitz) – wieś w Polsce położona w województwie dolnośląskim, w powiecie legnickim, w gminie Ruja.

## Podział administracyjny
W latach 1975–1998 miejscowość należała administracyjnie do województwa legnickiego.

## Zabytki
Do wojewódzkiego rejestru zabytków wpisany jest:
- cmentarz ewangelicki, obecnie parafialny, z XVIII w.